# Mumbai Football Club
Ne pas confondre avec le Mumbai City Football Club, club de l'Indian Super League.
Maillots
Le Mumbai Football Club (en marathi : मुंबई एफ.सी., et en hindi : मुंबई फुटबॉल क्लब), plus couramment abrégé en Mumbai FC, est un club indien de football fondé en 2007 et basé dans la ville de Bombay, dans l'état du Maharashtra.
Les moments forts de l'année sont le derby du Maharashtra contre le Pune FC et le derby de Mumbai contre l'Air India.

## Histoire
- 2007 : fondation du club sous le nom de Mumbai FC.
- 2008 : le club est promu en première division indienne pour la première fois de son histoire.

## Palmarès
| Compétitions nationales                          |
| ------------------------------------------------ |
| - I-League 2nd Division (1) : - Champion : 2008. |

## Personnalités du club

### Présidents du club
- Subhash Chandra
- Henry Menezes
- Amit Goenka

### Entraîneurs du club
- David Booth (2007 — août 2009)
- Khalid Jamil (août 2009 — ?)
- Óscar Bruzón

### Joueurs célèbres du club
L'ancien international allemand, Manuel Friedrich, passé par le FSV Mayence, le Werder Brême et le Borussia Dortmund, rejoint le club lors de la saison 2014-2015. Il est le premier joueur de Bundesliga à s'engager pour un club indien.